# Gaël Milin
Gaël Milin est un professeur agrégé et directeur de recherche en littérature française médiévale. Il s'intéresse en particulier à la matière de Bretagne aux XIIe et XIIIe siècles.